# Jastrowillusionen
Jastrowillusionen er en optisk illusion opdaget af den amerikanske psykolog Joseph Jastrow i 1889. I denne illustration, er de to figurer er identiske, men den nederste ser stadig større ud. Den korte kant af den øverste figur er sammenlignet med den lange side af den nederste figur.